# Obserwatorium w Perth

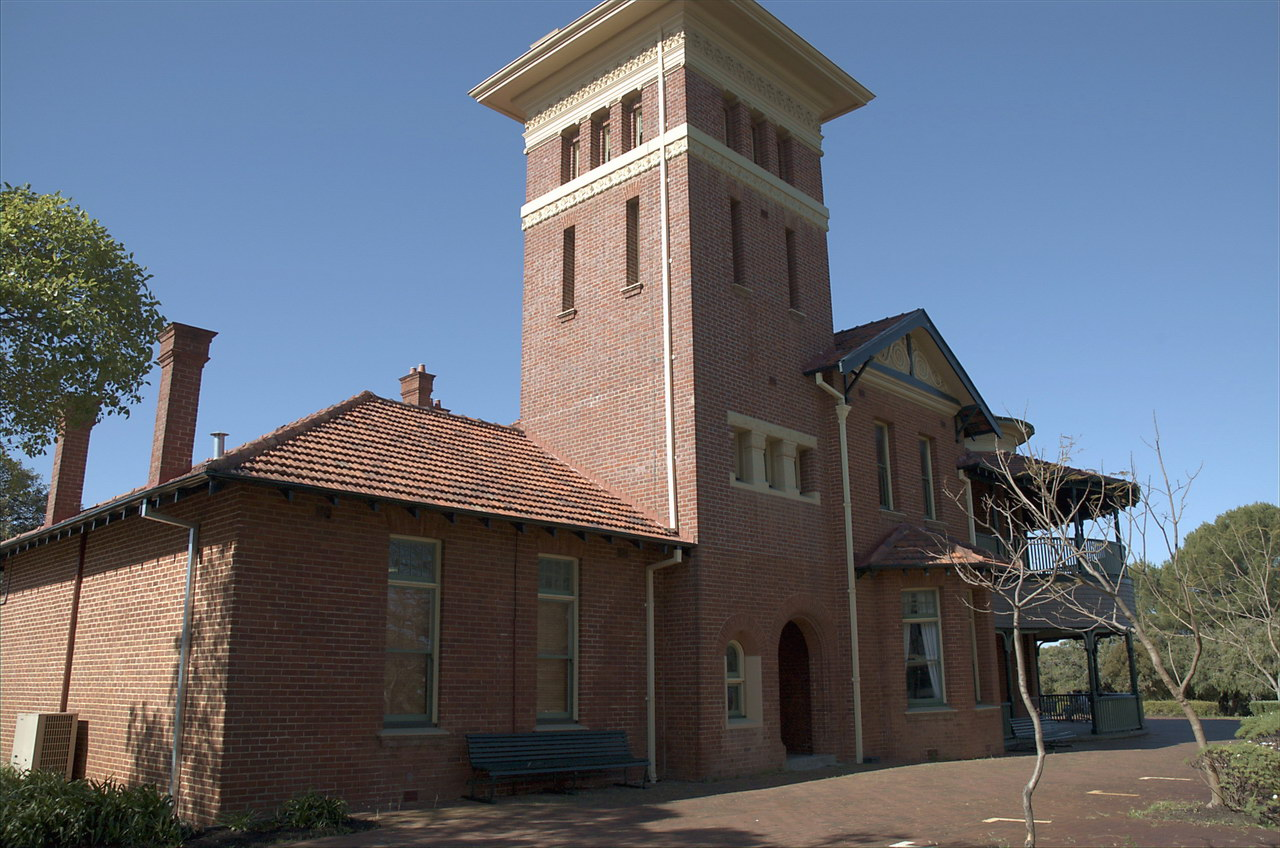
Pierwsze obserwatorium w Perth położone na wzgórzu Mount Eliza

Obserwatorium w Perth – australijskie obserwatorium astronomiczne znajdujące się w Bickley, przedmieściu Perth.

## Historia
Pierwsze obserwatorium w Perth zostało zbudowane w 1896 roku na pobliskim wzgórzu Mount Eliza. W roku 1900 zostało oficjalnie otwarte przez Johna Forresta, pierwszego premiera Australii Zachodniej, i służyło głównie do określania lokalnego czasu oraz zbierania danych meteorologicznych. Jego architektem był George Temple-Poole.
Także w 1896 roku rząd Australii Zachodniej wyznaczył Ernesta Williama Cooke’a – który wcześniej pełnił podobną funkcję w Adelajdzie – na głównego astronoma obserwatorium. Jednym z jego pierwszych zadań miało być dokładne określenie długości i szerokości geograficznej kolonii. Udało mu się również z większą dokładnością ustalić czas standardowy dla Australii Zachodniej, który wcześniej odbiegał od właściwego nawet o pół godziny. 
Następcą Cooke’a został w 1912 roku Harold Burnham Curlewis, który na początku lat 20. XX wieku wyznaczał precyzyjną granicę pomiędzy Australią Zachodnią a Południową.
W latach 1923–1959 w obserwatorium znajdował się także sejsmograf monitorujący trzęsienia ziemi w tej części Australii. Po 1959 roku funkcję tę przejęło Obserwatorium Geofizyczne Mundaring.

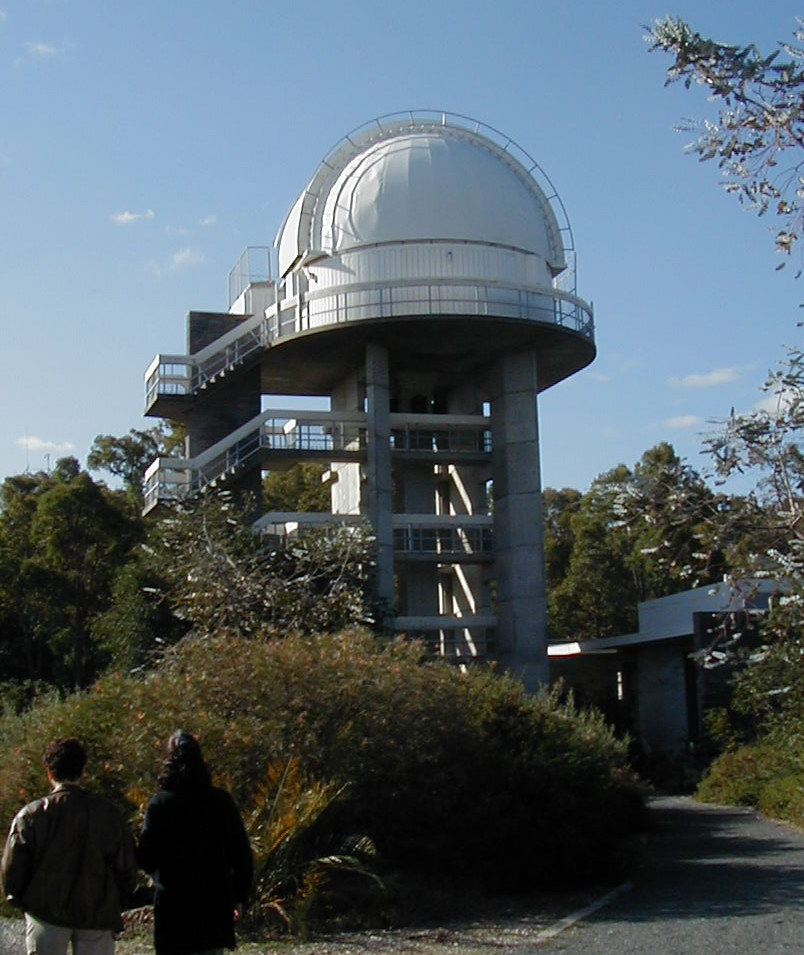
Kopuła 61-cm teleskopu w obserwatorium w Bickley

W latach 60. z powodu rosnącego zanieczyszczenia światłem z Perth, podjęto decyzję o przeniesieniu obserwatorium do Bickley niedaleko Mount Gungin. Obiekt uruchomiono w 1966 roku, a koszt jego budowy wyniósł 600 000 dolarów.
W latach 80. kilkakrotnie zamierzano zamknąć obserwatorium, ale wobec protestów mieszkańców i naukowców nie doszło do tego.
W 2005 roku obserwatorium w Bickley zostało wpisane na australijską listę dziedzictwa narodowego jako najstarszy działający tego typu obiekt w Australii.